# Tono (humorista)
Tono (seudónimo de Antonio Lara de Gavilán, Jaén, 22 de septiembre de 1896-Madrid, 4 de enero de 1978) fue un humorista, dibujante y escritor español perteneciente a la generación del 27 o más exactamente a la llamada otra generación del 27.
Trabajó en diferentes revistas humorísticas: Buen Humor, Gutiérrez (junto con el humorista español K-Hito), La Ametralladora, La Codorniz y Don José, entre muchas otras. Se le conoce, aparte de por el humor gráfico publicado, cuentos y viñetas, como autor teatral. Sus comedias tienen un cierto toque astracanesco, con la influencia (y tutela) de Ramón Gómez de la Serna, el ultraísmo y el surrealismo, con una fuerte tendencia a la subversión lingüística.

## Biografía
Antonio de Lara nació en Jaén, el 22 de septiembre de 1896. Influido por Ramón Gómez de la Serna compartió con José López Rubio, Enrique Jardiel Poncela y Miguel Mihura la que se ha llamado «Otra generación del 27». Se trasladó a Cuenca y luego a Valencia donde realiza sus primeros trabajos periodísticos. En 1912 publicó algunos dibujos en los semanarios La Traca y El Guante Blanco. Tres años después pasa a engrosar la redacción del periódico La Voz de Guipúzcoa, pero pronto se establecería en Madrid donde colaboraba con sus dibujos, como ilustrador y portadista, en los semanarios La Esfera, Nuevo Mundo, Mundo Gráfico y Buen Humor. Fue entonces cuando adquirió el seudónimo de «Tono». En 1919 debutó como dramaturgo al estrenar la revista teatral Sueño de opio en el teatro Petit Casino de Madrid. Esta obra la había escrito en colaboración con José Zamora y Tomás Pellicer. La obra tiene un aire decididamente vanguardista. La crítica dice de ella:

Una obra absurda, sin más objeto que exhibir setenta trajes, ¿los llamaremos así?, lo más audaces posibles, con un decorado arbitrario y una música encantadoramente frívola.[cita requerida]

No escribió mucho más durante los siguientes años. Su producción se centró en la creación artística y humorística adquiriendo reconocimiento internacional. En 1924 se traslada a París, donde residirá hasta 1930, y en donde toma contacto con las modernas tendencias artísticas y conoce Luis Buñuel con el que entablaría amistad. Entre las cubiertas que realizó destacan las de Bazar, en 1928, de Samuel Ros y El muerto, su adulterio y la ironía, de Antoniorrobles, en 1929. Colaboró en las revistas galas Candide, Ric et Rac, Paris Soir, The Boulevardier y La Rire. Allí se casó con Leonor Ornstein Trapote con la que tuvo una hija, Ana Rosa. Abandonó París para partir a Hollywood, donde estuvo hasta junio de 1931 realizando trabajos de escenografía. Allí se convirtió en el guionista mejor pagado ya que cobró 10 000 dólares gracias a un solo chiste. De vuelta a España colaboró en la revista Algo y en periódicos y revistas como Crónica además de colaborar en los estudios cinematográficos Chamartín.
Durante la Guerra Civil, según sus propias palabras, cambió «el lápiz por la pluma, sin dejar el lápiz completamente, como ha hecho ahora...»[cita requerida]. Fundó, en el San Sebastián franquista y con Miguel Mihura, el semanario humorístico La Ametralladora a la vez que colabora con Unidad (revista, artículos) y en Vértice se encarga de la dirección artística. Durante el periodo bélico su colaboración con Mihura es muy grande, escriben y estrenan varias obras de teatro, como Ni pobre ni rico, sino todo lo contrario llegando, una vez acabada la contienda, a realizar una película, Un bigote para dos. En 1941 La Ametralladora daría paso a La Codorniz, que conocería una inmensa popularidad. Ese mismo año funda la revista Cámara. Colaboró con revistas y periódicos como Semana, Blanco y Negro, Arriba y ABC durante los años cuarenta y su producción literaria, sobre todo la teatral se incrementa. Recibió el premio «Mingote» en 1968 y al año siguiente el premio «Paleta Agromán». En 1975 recibió el premio «Olivo de Oro». El 4 de enero de 1978 murió en Madrid por una infección respiratoria, cuatro meses después de su gran amigo Mihura.

## Su obra
Su obra como dibujante es inmensa. Sus colaboraciones en revistas y periódicos fueron muy numerosas así como las revistas en las que participó en su fundación. Entre su obra de «pluma» destacan:

### Teatro
- Sueño de opio, 1919.
- Ni pobre ni rico, sino todo lo contrario, escrita en 1937 en colaboración con  Mihura y estrenada en 1943.
- Hoy como ayer, escrita en colaboración con Enrique Llovet.
- María de la Hoz, escrita en colaboración con Mihura en 1939 y estrenada en 1943.
- Rebeco, escrita en 1940 y estrenada en  1944.
- Exámenes (pieza breve), 1944.
- Guillermo Hotel, 1945.
- Don Pío descubre la primavera, escrita en colaboración con Enrique Llovet en 1946.
- Romeo y Julita Martínez, función con fantasma, 1946.
- Rato y medio de angustia, en colaboración  con Mingote, 1947.
- Retorcimiento, 1947.
- Los mejores años de nuestra tía, escrita en 1948 en colaboración con Janos Vazsary. *Retorcimiento, 1948.
- Cinco mujeres nada menos, 1948.
- Bárbara, una adaptación de la obra de Michel Durand.
- Algo flota sobre Pepa, 1949.
- Francisca Alegre y Ole, 1949.
- Una noche en Miami, 1949.
- ¡Qué bollo es vivir!, 1950.
- El Gorrión, 1950.
- La viuda es sueño, en colaboración con Jorge Llopis, 1950.
- Tiíta Rufa, 1951.
- Las mil y una piernas, Piernas al Fontalba, 1952.
- El quinto pino, en colaboración con Manzanos, 1953.
- Federica de Bramante o Las florecillas del fango, en colaboración con Jorge Llopis, 1953.
- Al calor del tópico, revista musical, 1953.
- La tercera diversión, revista musical, 1953.
- La cura de amor, 1954.
- La verdad desnudita, 1955.
- Crimen pluscuamperfecto, 1956.
- Conchito, 1957.
- ¡Viva yo!, 1958, que se convertiría en Memorias de mi en 1966.
- Anastasio, 1958.
- Adán, Eva y Pepe, en colaboración con Edgar Neville, 1958.
- Umoristi del novecento, 1959.
- El marido la mujer y la muerte, 1959.
- La última opereta, en colaboración con Jorge Llopis, 1959.
- Historia de las cosas, en colaboración con Mingote, 1959.
- Sobre la vida esa, 1959.
- Al rico bombón, 1959.
- Eladio, en colaboración con Soriano de Andía, Jorge Llopis y Mingote, 1959.
- La última opereta, en colaboración con Jorge Llopis, 1960.
- Minouche, adaptación de La plume, de Pierre Barillet y Jean Pierre Gredy, 1960.
- El señor que las mataba callando, 1964.
- Pepsy, adaptación de la obra de Pierrette Bruno, 1967.
- El requeté empleadísimo, 1972.

### Cine
- Un bigote para dos, con Mihura, 1940.
- Habitación para tres, director y guionista, escrita en 1947 y estrenada en 1952.
- Canción de medianoche, director, 1947.
- La quiniela, guionista, 1960.
- Una americana en Buenos Aires, guionista, 1961.
- La pandilla de los once, guionista, 1963.
- Adiós, cigüeña, adiós, guion y argumento junto a Manuel Summers, director, 1971.
- El chiste, intérprete.
- Crónica, dibujos, 1976.
- La mujer es un buen negocio, de Valerio Lazarov (1977), con idea de Tono y guionista junto a Rafael J.Salvia y Alfonso Paso

### Novela
- Cien tonerías, recopilación.
- Automentirobiografía, ilustrada con «monotonerías», 1949.
- Cuando yo me llamaba Harry, novela americana, 1953.
- Diario de un niño tonto, 1949.
- Romeo y Julita, basada en la obra teatral Romeo y Julita Martínez, función con fantasma, 19...
- Memorias de mí, 1966.
- Memorias de un niño tonto, 1981 (póstuma).

## Premios
Medallas del Círculo de Escritores Cinematográficos
| Año  | Categoría   | Película       | Resultado |
| ---- | ----------- | -------------- | --------- |
| 1954 | Mejor guion | Tres eran tres | Ganador   |